# Dent premolar
Les premolars són dents que serveixen per mastegar, amb un paper menys important que el de les molars. Es troben entre les canines i les molars i també participen en la configuració estètica de la cara.
Els humans en tenen vuit.